# Hootenanny Singers
Hootenanny Singers est un groupe suédois de folk, actif entre 1961 et 1974, puis reformé en 1979. Björn Ulvaeus, leader du groupe, deviendra plus tard membre d'ABBA. Les autres membres étaient Hansi Schwartz, Tonny Roth et Johan Karlberg. Ils jouaient tous de la guitare et chantaient en harmonie.

## Histoire
Le groupe est formé en 1961 à Västervik, initialement sous le nom West Bay Singers (West Bay étant la traduction en anglais de Västervik). En 1963, ils participent à la finale du concours de chant Plats på Scen à la radio suédoise. Stig Anderson et son associé Bengt Bernhag les repèrent et leur offrent un contrat dans leur label discographique Polar Music. Stig Anderson et Bengt Bernhag, cofondateurs de Polar Music, revendiquent l'arrangement de la chanson May There Always Be Sunshine et les paroles en suédois. Des sources médiatiques russes qualifieront plus tard cela de plagiat ou de vol,.
Le groupe a pour répertoire des chansons suédoises et américaines de folk et sont inspirés par le Kingston Trio et Brothers Four. Ils font de nombreuses tournées dans les folkparks et ont 40 chansons classées dans le Svensktoppen. Le groupe se sépare définitivement en 1974. En 1979, Hansi Schwarz et Tonny Roth essaient de le reformer avec Martin Arnoldi et Eoin Clancy mais le succès n'est pas au rendez-vous.

## Discographie
- 1964 : Hootenanny Singers
- 1964 : Hootenanny Singers (2nd Album)
- 1965 : Hootenanny Singers Sjunger Evert Taube
- 1965 : International
- 1966 : Many Faces/Många Ansikten
- 1967 : Civila
- 1968 : 5 År
- 1968 : Bellman på vårt sätt
- 1969 : Det bästa med Hootenanny Singers & Björn Ulvaeus
- 1969 : På Tre Man Hand
- 1970 : Skillingtryck
- 1971 : Våra Vackraste Visor
- 1972 : Våra Vackraste Visor Vol. 2
- 1973 : Dan Andersson på vårt sätt
- 1974 : Evert Taube på vårt sätt
- 1979 : Nya vindar
- 1982 : För kärleks skull[3]